# Лінет Масаї
Лінет Чепквемої Масаї (англ. Linet Chepkwemoi Masai; нар. 5 грудня 1989) — кенійська легкоатлетка, яка спеціалізується на бігу на довгі дистанції та марафонському бігу.
Брат — Мозес (нар. 1986) — бронзовий призер чемпіонату світу з бігу на 10000 метрів (2009).

## Спортивні досягнення
Бронзова олімпійська призерка з бігу на 10000 метрів (2008).
Чемпіонка світу з бігу на 10000 метрів (2009). Бронзова призерка чемпіонату світу з бігу на 10000 метрів (2011). Фіналістка (6-е місце) чемпіонату світу з бігу на 5000 метрів (2011).
Срібна (2009, 2010, 2011) та бронзова (2008) призерка чемпіонатів світу з кросу в особистому заліку дорослої вікової категорії. Чемпіонка світу з кросу в командному заліку дорослої вікової категорії (2009, 2010, 2011). Срібна призерка чемпіонату світу з кросу в командному заліку дорослої вікової категорії (2008).
Чемпіонка світу з кросу серед юніорів в особистому та командному заліку (2007).
Бронзова призерка чемпіонату Африки з бігу на 10000 метрів (2010).
Фінішувала 11-ю на Лондонському марафоні (2019).
Фінішувала 3-ю на марафоні в Барселоні (2025).
Чемпіонка Кенії з бігу на 10000 метрів (2009, 2010).
Рекордсменка світу серед юніорів з бігу на 10000 метрів — 30.26,50 (2008).

## Визнання
- Спортсменка року в Кенії (2009)